# Pigranes
Pigranes (em grego: Πιγράνης) foi um oficial persa do século IV, ativo durante o reinado do xá Sapor II (r. 309–379). Segundo Amiano Marcelino, em 29 de maio de 363, quando os romano sob o imperador Juliano, o Apóstata (r. 361–363) sitiavam Ctesifonte, Pigranes, Narseu e Surena foram derrotados e obrigados a fugir para o interior das muralhas da cidade.